# Вандросс, Лютер
Лю́тер Ва́ндросс, или Лютер Вэндросс (англ. Luther Ronzoni Vandross; 20 апреля 1951 — 1 июля 2005), — американский соул-певец, автор и продюсер. Лауреат 8 премий Грэмми, включая 4 премии за лучшее мужское вокальное исполнение в стиле ритм-н-блюз. На 46-й церемонии Грэмми 2004 года он получил престижную премию в категории Лучшая песня года за песню «Dance with My Father», написанную в соавторстве с Ричардом Марксом. В мире продано более 25 миллионов копий его альбомов. В 2008 году был вошёл под № 54 в список журнала Rolling Stone «100 лучших певцов всех времён» (100 Greatest Singers of All Time).

## Биография
Лютер Ронзони Вэндросс родился 20 апреля 1951 года в Нижнем Ист-Сайде, Манхэттен, Нью-Йорк, США. Он начал играть на фортепиано в три года и рос в музыкальной семье, которая перебралась в Бронкс, когда ему было тринадцать. Сестра Лютера, Патрисия, пела в вокальной группе The Crests, которая в 1958 году с хитом «Sixteen Candles» попала на второе место хит-парада, хотя к тому времени она и покинула коллектив. Отец Вэндросса умер, когда ему было восемь.
Уроженец Нью-Йорка состоял в школьной группе Shades of Jade, которая однажды выступила в театре Apollo Theater в Гарлеме. Также Лютер был членом театрального кружка Listen My Brother, выпустившего записи «Only Love Can Make a Better World» и «Listen My Brother». Вместе с другими ребятами Вэндросс снялся во втором и пятом эпизодах детского сериала «Улица Сезам» в ноябре 1969 года.
Лютер бросил Университет Западного Мичигана ради музыкальной карьеры и в 1972 году принял участие в записи альбома певицы Роберты Флэк. Через год он исполнил песню собственного сочинения, «Who’s Gonna Make It Easier for Me», а затем стал соавтором трека «Fascination», вошедшего в альбом «Young Americans» Дэвида Боуи, и вместе с последним в качестве бэк-вокалиста отправился в гастрольный тур в сентябре 1974 года. В этом же качестве Лютер работал с Дайанной Росс, Чакой Хан, Донной Саммер, Бэтт Мидлер и Барброй Стрейзанд.
Настоящий успех пришёл к Вэндроссу, когда он стал участником итало-американской диско и ритм-н-блюз группы Change, созданной гениальным креативщиком и бизнесменом Жаком Фредом Петрусом. Благодаря хитам «A Lover’s Holiday», «The Glow of Love» и «Searching» о Лютере узнал весь мир. В интервью 2001 года он сказал о композиции «The Glow of Love»: «Это самая красивая песня, которую я когда-либо пел в жизни».
Отказавшись от дальнейшего сотрудничества с группой Change из-за недостаточного гонорара, певец начал сольную карьеру, выпустив дебютный альбом «Never Too Much». Вслед за популярностью песни «A House Is Not a Home» сочинённая им композиция «Never Too Much» оказалась на вершинах ритм-н-блюз-чартов. В течение 1980-х Вэндросс выпустил серию успешных альбомов, а его синглы «Stop to Love» и «There’s Nothing Better Than Love» возглавили ритм-н-блюз-чарт Billboard.
В 1985 году лидер хит-парадов первым решил раскрыть талант 15-летнего Джимми Сальвемини, посчитав, что его голос прекрасно подойдёт для некоторых из его песен. После записи дебютного альбома подростка он, его брат Ларри и Лютер решили отпраздновать это событие и во время поездки на «Мерседесе» с откидным верхом, выехав за жёлтую линию разметки, врезались в два автомобиля. Все трое оказались в больнице, но выжило только двое из них — Ларри погиб при столкновении.
После выхода альбомов «The Best of Luther Vandross… The Best of Love» (сборник хитов) и «Power of Love», в 1994 году певец вместе с Мэрайей Кэри вновь попал в десятку лучших с кавер-версией песни «Endless Love» и через три года выпустил вторую компиляцию своих хитов.

### Смерть
Вэндросс страдал от диабета и гипертонии — болезней, доставшихся ему по наследству. 16 апреля 2003 года он перенёс инсульт, едва закончив работу над своим новым альбомом «Dance With My Father». 1 июля 2005 года 54-летний певец скончался от сердечного приступа в Медицинском центре Джона Ф. Кеннеди в Эдисоне, штат Нью-Джерси.
16 октября 2007 года в память о Лютере Вэндроссе вышел бокс-сет из 4 дисков, получивший название «Love, Luther», где были собраны все его хиты за 24-летнюю карьеру.

## Дискография

### Альбомы
8 альбомов вошли в топ-10 американского чарта Billboard 200, а один возглавил его (Dance with My Father, 2003).
- 1976 : Luther
- 1977 : This Close to You
- 1981 : Never Too Much
- 1982 : Forever, For Always, For Love
- 1983 : Busy Body
- 1985 : The Night I Fell in Love
- 1986 : Give Me the Reason
- 1988 : Any Love
- 1989 : The Best of Luther Vandross... The Best of Love
- 1991 : Power of Love
- 1993 : Never Let Me Go
- 1994 : Songs
- 1995 : This Is Christmas
- 1996 : Greatest Hits 1981—1995
- 1996 : Your Secret Love
- 1997 : Luther Vandross — This Close To You
- 1997 : One Night with You: The Best of Love, Volume 2
- 1998 : Love Is on the Way
- 1998 : I Know
- 1998 : Always & Forever: The Classics
- 1999 : Greatest Hits
- 2000 : Super Hits
- 2000 : Smooth Love
- 2001 : Luther Vandross
- 2001 : The Ultimate Luther Vandros (2001)
- 2002 : Stop to Love (compilation)
- 2002 : The Very Best of Love
- 2003 : Dance with My Father
- 2003 : The Essential Luther Vandross
- 2003 : Live Radio City Music Hall 2003
- 2004 : Artist Collection: Luther Vandross
- 2005 : Luther Vandross — So Amazing — All Star Tribute
- 2006 : The Ultimate Luther Vandross (2006)
- 2007 : Love, Luther
- 2008 : Luther’s Duets

### Синглы
- 1981 : «Never Too Much» #33 US
- 1983 : «How Many Times Can We Say Goodbye» #27 US
- 1984 : «Superstar» #87 US
- 1984 : «I’ll Let You Slide» #9 R&B
- 1985 : «Wait For Love» #11 R&B
- 1985 : «It’s Over Now» #4 R&B
- 1985 : «'Til My Baby Comes Home» #29 US, #4 R&B
- 1986 : «Give Me The Reason» #57 US, #3 R&B
- 1986 : «Stop to Love» #15 US, #1 R&B, #24 UK (1987)
- 1987 : «I Really Didn’t Mean It» #16 UK
- 1987 : «There Is Nothing Beter Than Love» #50 US, #1 R&B
- 1987 : «So Amazing» #33 UK
- 1987 : «I Really Didn’t Mean It» #6 R&B
- 1988 : «Give Me the Reason» (re-issue) #26 UK
- 1988 : «I Gave It Up (When I Fell in Love)» #28 UK
- 1988 : «Any Love» #44 US, #1 R&B, #31 UK
- 1989 : «She Won’t Talk to Me» #30 US, #3 R&B, #34 UK
- 1989 : «Here and Now» #6 US, #1 R&B
- 1989 : «For You To Love» #3 R&B
- 1990 : «Treat You Right» #5 R&B
- 1991 : «Power Of Love/Love Power» #4 US, #1 R&B
- 1991 : «Don t Want To Be A Fool» #9 US, #4 R&B
- 1992 : «The Rush» #73 US, #6 R&B
- 1992 : «The Best Things in Life Are Free» (совместно с Джанет Джексон и BBD & Ralph Tresvant) #10 US, #1 R&B, #2 UK
- 1992 : «Sometimes It’s Only Love» #9 R&B
- 1993 : «Little Miracles (Happen Every Day)» #62 US, #10 R&B, #28 UK
- 1993 : «Heaven Knows» #94 US, #24 R&B, #34 UK
- 1993 : «Love Is on the Way» #38 UK
- 1994 : «Endless Love» (вместе с Мэрайя Кэри) #2 US, #3 UK
- 1995 : «Always and Forever» #58 US, #16 R&B, #20 UK
- 1995 : «Ain’t No Stoppin' Us Now» #22 UK
- 1995 : «Love The One You’re With/Going In Circles» #95 US, #28 R&B
- 1995 : «Power Of Love — Love Power» (remix) #31 UK
- 1995 : «The Best Things in Life Are Free» (remix) (совместно с Джанет Джексон) #7 UK
- 1996 : «Your Secret Love» #52 US, #5 R&B, #14 UK
- 1997 : «I Can Make It Better» #80 US, #15 R&B
- 2001 : «Take You Out» #26 US, #7 R&B
- 2002 : «I’d Rather» #83 US, #40 R&B
- 2004 : «Dance with My Father» #38 US, #28 R&B, #21 UK
- 2005 : "Luther Vandross — So Amazing — All Star Tribute

## Награды
| Премия «Грэмми» |                                              |                                                                     |         |           |
| Год             | Категория                                    | Название                                                            | Раздел  | Result    |
| 1982            | Best New Artist                              | —                                                                   | General | Номинация |
| 1982            | Best R&B Vocal Performance — Male            | Never Too Much                                                      | R&B     | Номинация |
| 1983            | Best R&B Vocal Performance — Male            | Forever, For Always, For Love                                       | R&B     | Номинация |
| 1986            | Best R&B Vocal Performance — Male            | The Night I Fell in Love                                            | R&B     | Номинация |
| 1987            | Best R&B Vocal Performance — Male            | «Give Me the Reason»                                                | R&B     | Номинация |
| 1987            | Best R&B Song                                | «Give Me the Reason» (shared with Nat Adderley, Jr.)                | R&B     | Номинация |
| 1989            | Best R&B Vocal Performance — Male            | Any Love                                                            | R&B     | Номинация |
| 1989            | Best R&B Song                                | «Any Love» (shared with Marcus Miller)                              | R&B     | Номинация |
| 1990            | Best R&B Vocal Performance — Male            | «She Won’t Talk to Me»                                              | R&B     | Номинация |
| 1991            | Best R&B Vocal Performance — Male            | «Here and Now»                                                      | R&B     | Победа    |
| 1992            | Best R&B Vocal Performance — Male            | Power of Love                                                       | R&B     | Победа    |
| 1992            | Best R&B Song                                | «Power of Love/Love Power» (shared with Marcus Miller & Teddy Vann) | R&B     | Победа    |
| 1992            | Best R&B Vocal Performance by a Duo or Group | «Doctor’s Orders» (shared with Aretha Franklin)                     | R&B     | Номинация |
| 1993            | Best R&B Vocal Performance by a Duo or Group | «The Best Things in Life Are Free» (shared with Janet Jackson)      | R&B     | Номинация |
| 1994            | Best R&B Vocal Performance — Male            | «How Deep Is Your Love»                                             | R&B     | Номинация |
| 1995            | Best Pop Vocal Performance — Male            | «Love the One You’re With»                                          | Pop     | Номинация |
| 1995            | Best Pop Collaboration with Vocals           | «Endless Love» (shared with Mariah Carey)                           | Pop     | Номинация |
| 1995            | Best R&B Vocal Performance — Male            | «Always and Forever»                                                | R&B     | Номинация |
| 1995            | Best R&B Album                               | Songs                                                               | R&B     | Номинация |
| 1997            | Best R&B Vocal Performance — Male            | «Your Secret Love»                                                  | R&B     | Победа    |
| 1997            | Best R&B Song                                | «Your Secret Love» (shared with Reed Vertelney)                     | R&B     | Номинация |
| 1998            | Best R&B Vocal Performance — Male            | «When You Call On Me / Baby That’s When I Come Runnin'»             | R&B     | Номинация |
| 1999            | Best R&B Vocal Performance — Male            | «I Know»                                                            | R&B     | Номинация |
| 1999            | Best Traditional R&B Vocal Performance       | I Know                                                              | R&B     | Номинация |
| 2003            | Best Traditional R&B Vocal Performance       | «Any Day Now»                                                       | R&B     | Номинация |
| 2004            | Song of the Year                             | «Dance with My Father» (shared with Richard Marx)                   | General | Победа    |
| 2004            | Best R&B Album                               | Dance with My Father                                                | R&B     | Победа    |
| 2004            | Best R&B Vocal Performance by a Duo or Group | «The Closer I Get to You» (shared with Beyoncé)                     | R&B     | Победа    |
| 2004            | Best R&B Vocal Performance — Male            | «Dance with My Father»                                              | R&B     | Победа    |
| 2004            | Best R&B Song                                | «Dance with My Father» (shared with Richard Marx)                   | R&B     | Номинация |
| 2007            | Best R&B Vocal Performance — Male            | «Got You Home»                                                      | R&B     | Номинация |